# Подстари-Замосць
Подстари-Замосць (пол. Podstary Zamość) — село в Польщі, у гміні Старе Замостя Замойського повіту Люблінського воєводства.
Населення — 206 осіб (2011).
У 1975-1998 роках село належало до Замойського воєводства.

## Демографія
Демографічна структура станом на 31 березня 2011 року:
|          | Загалом | Допрацездатний вік | Працездатний вік | Постпрацездатний вік |
| -------- | ------- | ------------------ | ---------------- | -------------------- |
| Чоловіки | 107     | 27                 | 63               | 17                   |
| Жінки    | 99      | 15                 | 52               | 32                   |
| Разом    | 206     | 42                 | 115              | 49                   |